# 살라 전투
살라 전투(핀란드어: Sallan taistelut)는 겨울전쟁 당시 랩란드 살라 근교에서 핀란드군과 소련군이 맞붙은 전투이다. 소련군은 살라를 거쳐 케미얘르비와 소단퀼래로 진격하려 했다. 소단퀼래에 닿으면 로바니에미까지는 불과 2주 거리였다. 그리고 로바니에미에서 토르니오로 진격하면 핀란드 병력을 둘로 나눌 수 있었다. 그러나 핀란드군은 케미얘르비 동쪽에서 소련군의 진격을 막아내는 데 성공했다. 1940년 2월 마지막 주에는 핀란드군 병력은 거의 빠지고 스웨덴-노르웨이-덴마크계 의용군들로 이루어진 스웨덴 의용전투단이 소련군을 상대했다.